# Mayoi Neko Overrun!
Mayoi Neko Overrun! (迷い猫オーバーラン! Mayoi Neko Ōbāran!?) es una serie de novelas ligeras japonesas escritas por Tomohiro Matsu e ilustradas por Peco. Comenzó a distribuirse el 24 de octubre de 2008 hasta el 24 de febrero de 2012 por Shūeisha bajo su sello Super Dash Bunko, siendo publicados 12 volúmenes. Una adaptación a manga de Kentaro Yabuki fue distribuida en la revista Jump Square el 4 de enero de 2010. Una adaptación a anime, hecha por AIC, fue estrenada el 6 de abril de 2010.

## Personajes

### Protagonistas
Takumi Tsuzuki (都築 巧 Tsuzuki Takumi?)
Seiyū: Nobuhiko Okamoto, Minako Kotobuki (joven)
El protagonista de la historia, es el hermano adoptivo menor de Otome Tsuzuki. Fue encontrado cuando era un bebé, abandonado en un tatami, y fue nombrado Takumi por el orfanato. Antes vivía en el mismo orfanato que Fumino, hasta que cerró. Se fugó del orfanato y fue encontrado por Otome, y posteriormente se convirtieron en familia. Está, por lo general, a cargo de la pastelería, Stray Cats, ya que Otome está a menudo ausente. Él es amigo de la infancia de Fumino, y es la única persona que sabe qué significan las palabras de Fumino. Es una persona agradable, pero es muy ajeno a los sentimientos que tienen las otras chicas hacía él, especialmente a los sentimientos de Fumino.
Fumino Serizawa (芹沢 文乃 Serizawa Fumino?)
Seiyū: Kanae Itō, Maria Naganawa (joven)
Una de las heroínas principales de la historia, ella es la amiga de la infancia de Takumi, y ha estado con él desde que ambos estaban en el orfanato. Tiene la costumbre de decir totalmente lo contrario de lo que quiere, un hecho que sólo Takumi parece tener en cuenta. Se revela que Takumi fue la inspiración para este hábito inconsciente. Trabajó a medio tiempo en la pastelería Stray Cats sólo para estar con Takumi, y siguió trabajando incluso después de que fue adoptada por Otome. Cuando está enfadada, tiende a gritar "¡Muere dos veces!" (O, en ocasiones, "¡Muere diez mil veces!") A la pobre alma que provoca su ira. Además, Takumi (y de vez en cuando Ieyasu) es el receptor de gran parte de sus estallidos de violencia, irónicamente, él fue el que le enseñó eso. Como tal, su comportamiento se asemeja a una típica tsundere.
Nozomi Kiriya (霧谷 希 Kiriya Nozomi?)
Seiyū: Ayana Taketatsu
Ella es una chica que se encontraba perdida, siendo encontrada por Otome, la cual la confunde con un gato gigante, quien le brinda asilo en su casa. A veces parece algo perdida y distraída, pero a pesar de eso es muy inteligente y atlética. Todo el tiempo repite "Nya" mientras hace gestos con las manos idénticos a los de un gato, casualmente también posee las habilidades de uno como rapidez o agilidad. Algo que llama la atención de ella es su cabello, su peinado asemeja las orejas de un felino pero es solo cabello, aun así, puede mover estas "orejas" a voluntad como si fueran reales. Suele ser muy cariñosa y sentimental con todos, aunque especialmente con Takumi. Aparentemente, desde el principio Nozomi siente cariño por Takumi; esto puede verse en varias escenas: como cuando le pide ayuda a él para preparar el merengue, cuando le coge la mano durante la tormenta, o cuando insinúa que le gustaría meterse en las aguas termales con Takumi. Es muy probable que ella hubiese sido la pareja de Takumi al final debido a su protagonismo si no fuese por la descontinuación de la serie debido al estado de salud del autor que terminó con el falleciendo.
Chise Umenomori (梅ノ森 千世 Umenomori Chise?)
Seiyū: Yuka Iguchi
Es completamente una niña a la que le gusta ser mimada, por ser rica siempre quiere resaltar ante Takumi y ayudarlo en cuanto pueda, siente una gran atracción por Takumi y mayormente es ignorada por todos sus amigos.

### Personajes secundarios
Otome Tsuzuki (都築 乙女 Tsuzuki Otome?)
Seiyū: Satomi Satō
Es la hermana de Takumi y dueña de Stray Cats. Cuando Takumi se fugó del orfanato conoció a Otome, la cual le adoptó en el acto debido a su buen hábito de socorrer a cualquiera que necesite ayuda. Casi siempre está de viaje alrededor del mundo ayudando a cualquiera que lo requiera, tanto en Europa como en el espacio, según Takumi menos mal que no se ha dado ninguna señal de auxilio en el espacio. A pesar de que es hermana adoptiva de Takumi, llegó a declarar que también le gusta el anterior.
Kanae Naruko (鳴子 叶絵 Naruko Kanae?)
Seiyū: Yui Horie
Es amiga de Fumino. Tiene una necesidad incontrolable de tocar los pechos de Fumino.
Ieyasu Kikuchi (菊池 家康 Kikuchi Ieyasu?)
Seiyū: Hiroyuki Yoshino
Es un otaku del manga y el anime amigo de Takumi. Idolatra a Otome porque en una ocasión lo salvó. Ayuda a Takumi y Fumino en la pastelería.
Daigorō Kōya (幸谷 大吾郎 Kōya Daigorō?)
Seiyū: Junji Majima
Es el más tranquilo del grupo. Al igual que Takumi se toma las cosas con calma. Vive en un dojo y práctica jiu jitsu. Ayuda a Takumi y a Fumino en la pastelería.
Kaho Chikumaen (竹馬園 夏帆 Chikumaen Kaho?)
Seiyū: Yukari Tamura
Es una joven rica, como Chise, y amiga de esta. Llegó a decir que estaba a cargo del cuidado de Umenomori. Aparece en varias ocasiones y se da a entender que es ella quien controla la situación en esos momentos, aunque emplea métodos con los que no queda claro su intención, pero luego se aclara que intenta ayudar. Se muestra siempre amable y sonriente con todos, y no se altera ante nada. En su primera aparición en el anime da a entender que puede que le guste Takumi por el hecho de que, aunque Ieyasu y Daigorō también estaban perdidos en el monte, tan solo fue a ayudar a Takumi que se había separado del resto, pero por su forma de ser es imposible afirmarlo.
Satō (佐藤 Satō?)
Seiyū: Rina Satō
Es una de las ayudantes de Umenomori. Va con ella a todas partes. En algunas ocasiones suele expresar los pensamientos de Chise en voz alta, para enfado de la aludida.
Suzuki (鈴木 Suzuki?)
Seiyū: Satomi Arai
Otra de las ayudantes de Umenomori. Acompaña a Chise a todas partes. Ieyasu afirma en un momento que tanto Sato como Suzuki son "cliché".
Tamao Fujino (藤野 珠緒 Fujino Tamao?)
Seiyū: Yuuka Nanri
Kokoro Towano (十和野 心 Towano Kokoro?)
Es otra estudiante de la escuela Umenomori.Acompaña en la pastelería Stray Cats,le encanta el estilo Otaku.Se molestaba mucho con Chise.

## Música
Opening
- "Happy New Nyaa" (はっぴぃ にゅう にゃあ) por Kanae Itō, Yuka Iguchi y Ayana Taketatsu (episodios 1-6, 8-12).
- "GO! Grand Braver!" (GO! グランブレイバー!) por Yoshiki Fukuyama (episodio 7).

Ending
- "Ichalove Come Home!" (イチャラブ Come Home!) por Kanae Itō, Yuka Iguchi y Ayana Taketatsu (episodios 1-5, 8-10, 12).
- "Mayoi Neko Doukoukai no Uta" (迷い猫同好会の歌) por Kanae Itō, Yuka Iguchi y Ayana Taketatsu (episodio 6).
- "Kanadete Hoshi Uta" (奏でて星歌) por Hitomi Mieno (episodio 7).
- "Buruma no Uta" (ブルマの歌) por la facción buruma de la escuela Umenomori (episodio 11).